# Giovanni II Platino
Giovanni II Platino (cit. 687; fl. VII-VIII secolo) è stato un funzionario bizantino, esarca d'Italia dal 687 al 702 ca.

## Biografia
Nel 687, durante il conclave per eleggere un nuovo pontefice, ricevette da uno dei candidati al soglio pontificio, Pasquale, la richiesta di fare in modo che venisse eletto papa, in cambio di una grossa somma di denaro. Giovanni ordinò, quindi, ai suoi sottoposti di influire sul conclave in modo che venisse eletto Pasquale, ma i suoi tentativi di influire sull'elezione non funzionarono ed, essendosi divisi gli elettori tra due candidati (Pasquale e Teodoro), fu eletto Papa un altro candidato, Sergio. Pasquale scrisse allora all'esarca, chiedendogli di recarsi a Roma per imporre come papa Pasquale. Platino si recò quindi a Roma ma non poté cambiare la decisione: non volendo però rinunciare alle 100 libbre d'oro promesse, si rifiutò di riconoscere per Papa Sergio se prima non gli avesse pagato la somma promessa da Pasquale. Dopo aver ricevuto tale somma, riconobbe Sergio come Papa e ritornò a Ravenna.